# Erebia sthennyo
Erebia sthennyo är en fjärilsart som beskrevs av Graslin 1850. Erebia sthennyo ingår i släktet Erebia och familjen praktfjärilar. IUCN kategoriserar arten globalt som livskraftig. Inga underarter finns listade i Catalogue of Life.